# Kadaka
Kadaka är en stadsdel i sydvästra delen av Estlands huvudstad Tallinn, och utgör den västligaste delen av det administrativa stadsdelsområdet Mustamäe. Befolkningen uppgick till 3 791 invånare i januari 2017.
Stadsdelen är belägen sydost om Harkusjön och har namn efter byn Kadaka som tidigare låg här, första gången omnämnd 1697. Namnet Kadaka, tyska: Kaddak, är härlett från estniskans ord för enar. Byn tillhörde den svenska S:t Mikaelsförsamlingen i staden. Under sovjeteran på 1960- och 1970-talen bebyggdes området med industrier, då många av de industrier som tidigare legat i innerstaden flyttade till nya lokaler här. Samtidigt uppfördes höghusbostadsområden i sovjetisk funktionalistisk stil. 
Bland större verksamheter i området idag märks Eesti Energias högkvarter samt den centrala bussdepån för Tallinns lokaltrafik. Här ligger också huvudcampus för Tallinns tekniska universitet, grundat 1918, med den moderna teknikföretagsparken Tehnopol.